# تفكير عمودي

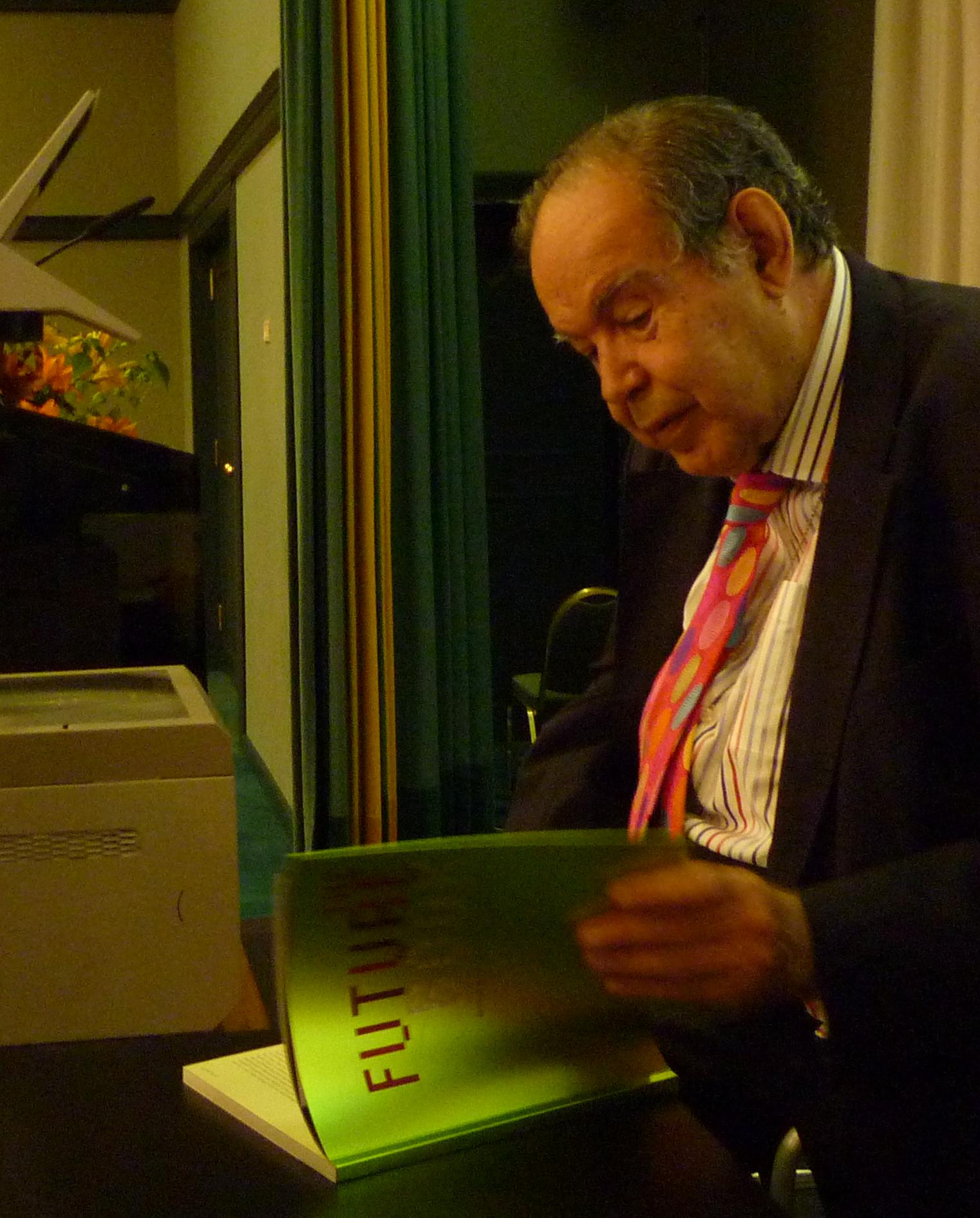

التفكير العمودي  هو نوع من النُهُج المستخدمة لحل المشكلات التي تطلب عادةً أن يكون الشخص انتقائيًا وتحليليًا ومسلسلاً. ومن الممكن القول بأنه عكس التفكير الجانبي.